# 黒石市立牡丹平小学校
黒石市立牡丹平小学校（くろいししりつ ぼたんだいらしょうがっこう）はかつて青森県黒石市大字牡丹平に存在した公立小学校。

## 概要
- 本校は、黒石市市街地東部の牡丹平地区にあった。

## 沿革
- 1877年（明治10年）1月9日 - 牡丹平小学として開校。
- 1887年（明治20年）- 牡丹平簡易小学校に改称。
- 1892年（明治25年）- 牡丹平尋常小学校に改称。
- 1907年（明治40年）10月1日 - 牡丹平字諏訪野平11番1号に新校舎落成。
- 1941年（昭和16年）4月1日 - 国民学校令により、牡丹平国民学校に改称。
- 1943年（昭和18年）4月1日 - 高等科を併置。
- 1947年（昭和22年）4月1日 - 新学制制度発足により、山形村立牡丹平小学校に改称。同日から山形第二中学校を併置し、高等科生を中学校に移籍。
- 1948年（昭和23年）7月3日 - 山形第二中学校新築独立校舎完成し、移転。
- 1954年（昭和29年）4月1日 - 山形村が黒石町に合併され、黒石市誕生により、黒石市立牡丹平小学校に改称。
- 1982年（昭和57年） - 新校舎建築[1]。
- 2020年（令和2年）3月31日 - 黒石東小学校に統合され、閉校[2]。

## 学区
- 牡丹平(一部地区除く)、豊岡、石名坂、花巻(東英小学校の学区を除く)

## 周辺
- 青森県道268号弘前田舎館黒石線
- 牡丹平公民館

## アクセス
- 弘南バス牡丹平バス停から、徒歩約180m・約3分。
- 弘南鉄道弘南線黒石駅から、
  - 上述の弘南バスで、「牡丹平」バス停まで12分、下車後徒歩。
  - 車で約4.1km・約7分。
- 東北道牡丹平バス停より、
  - 上り盛岡方面行のりばから、徒歩約640m・約10分。
  - 下り青森方面行のりばから、徒歩約730m・約12分。
- 黒石市役所から、車で約3.1km・約5分。

## 参考資料
- 『青森県教育史 別編』（青森県教育委員会・1973年12月20日発行）729頁「学校沿革 小学校 牡丹平小学校」
- 『黒石市史 通史編II』（黒石市・1988年12月31日発行）951～991頁「黒石市史通史 年表」